# Motomet
Motomet (en francès Mouthoumet) és un municipi de França de la regió d'Occitània, al departament de l'Aude